# Souss-Massa
Souss-Massa o Massa (Marocco), (in berbero: Sus-Massa, ⵙⵓⵙ-ⵎⴰⵙⵙⴰ, in arabo: سوس ماسة) è una delle dodici regioni del Marocco in vigore dal 2015.
La regione comprende le prefetture e province di:
- prefettura di Agadir-Ida ou Tanane
- prefettura di Inezgane-Aït Melloul
- provincia di Chtouka-Aït Baha
- provincia di Taroudant
- provincia di Tata
- provincia di Tiznit